# Jan Holmer
Jan Theodor Holmer, född 5 november 1938 i Västerås församling i Västmanlands län, är en svensk pedagogisk forskare och professor emeritus i arbetsvetenskap.
Jan Holmer växte upp i Örebro som son till lönedirektören, jur. kand. Sven Holmer och Elisabet Torbiörnsson. Efter filosofie licentiatexamen var han universitetslektor innan han kom till Göteborgs universitet, där han 1973 blev utbildningsledare. Han disputerade för filosofie doktorsexamen i pedagogik 1987 och blev professor i arbetsvetenskap vid Göteborgs universitet år 2000.
Han har bedrivit forskning om förutsättningar för de anställdas aktiva medverkan när det gäller förändringar inom arbetslivet. Bland hans insatser märks också medverkan i bildande av en institution för arbetsvetenskap vid Göteborgs universitet, ett nätverk för arbetsvetenskap i Västsverige (AiV) och ett nationellt forum för arbetslivsforskning (FALF). Han blev 2006 ordförande för Seniorakademien vid Göteborgs universitet.
Jan Holmer gifte sig 1968 med Katinka Bratt, som är dotter till Erik Bratt, 1980 med Anna Pucher och 1992 med Margareta Sölveland.